# Гидротермальный взрыв
Гидротермальный взрыв — природное явление, имеющее форму взрыва, происходит при внезапном высвобождении большого объёма перегретой, находящейся под давлением воды, в ходе которого происходит быстрое превращение жидкости в газообразное состояние с сопутствующим разрушением слоев грунта, сдерживающих проходящий поток газа. Физическая природа гидротермальных взрывов аналогична природе образования гейзера, но в отличие от последних, энергия высвобождаемого потока достаточна для образования и выноса на поверхность большого количества обломочного материала, а повторяемость подобных событий в конкретной местности исчисляется более длительными промежутками времени.
Как правило, происходят в вулканически активных районах, но напрямую не связаны с текущей активностью магматического очага вулкана. В зависимости от силы извержения, разброс обломков может происходить на расстояние от нескольких метров до нескольких километров.

## Причины возникновения
Гидротермальные взрывы происходят в районах с изолированными подземными резервуарами под давлением, которые либо содержат воду, разогретую до температуры выше точки кипения при нормальных условиях, либо содержат горячую воду с большим количеством растворенного в ней газа. Внезапное снижение давления приводит к резкой смене агрегатного состояния вещества с жидкого на газообразное, что приводит к быстрому высвобождению резервуара и разлету обломков.
В конце последнего ледникового периода значительное количество гидротермальных извержений было вызвано отступлением ледников. Другими возможными причинами являются землетрясения, эрозия почвы или гидроразрыв пластов грунта.

## Известные гидротермальные извержения
На территории Йеллоустонского национального парка в США гидротермальные взрывы с образованием кальдеры происходят с периодичностью приблизительно раз в 700 лет. Значительные извержения в этом районе также имели место в конце последнего ледникового периода, когда вместе с отступлением ледника происходило осушение озер и снижение внешнего давления на водоносные слои. В Йеллоустоне образование крупных гидротермальных кратеров происходило от 14 тысяч до трех тысяч лет назад, что, возможно, также было связано с подповерхностной активизацией вулкана в этот период. В России одно из крупнейших гидротермальных извержений произошло восемь с половиной тысяч лет назад в кальдере вулкана Узон на Камчатке, оставив после себя воронку диаметром 1,65 км.

## Вулканические извержения
Основным газом, выделяемым при вулканических извержениях, является водяной пар. Таким образом, взрывные явления в ходе любого вулканического извержения в основном связаны с прорывами на поверхность перегретой воды или её пара под давлением. В случае подводных вулканов или вулканов, расположенных на островах, наиболее крупные взрывные извержения как правило обусловлены поступлением большого количества горячего магматического материала на пропитанное водой дно водоема, что приводит к постепенному прогреву покрытого лавой участка дна и, в конечном итоге, приводит к гидротермальному взрыву. При таких экстремальных вулканических событиях мощность гидротермального взрыва может достигать десятков и сотен мегатонн ТНТ, в результате которого происходит полное разрушение действующего вулкана и прекращение его текущей вулканической активности. К наиболее известным вулканическим извержениям такого типа относятся — извержения Кракатау 1883 года, Хунга-Тонга 2022 года и Санторин XVII в. до н. э.